# بولا دين
بولا آن هيرز دين (بالإنجليزية: Paula Deen)‏ (من مواليد 19 يناير 1947) شخصية تلفزيونية أمريكية وبرامج مضيفة، حيث تمتلك وتدير المطعم سيدة وأولادها وباولا دين كريك البيت مع أبنائها، جيمي وبوبي الدين. وقد نشرت خمسة عشر كتاب طهي. رغم أنها تزوجت منذ عام 2004 من مايكل غروفر، إلا أنها تستخدم الاسم الأخير دين، من زواجها الأول

## الروابط الخارجية
- بولا دين على موقع IMDb (الإنجليزية)
- بولا دين على موقع الموسوعة البريطانية (الإنجليزية)
- بولا دين على موقع ميوزك برينز (الإنجليزية)
- بولا دين على موقع أول موفي (الإنجليزية)
- بولا دين على موقع قاعدة بيانات الأفلام السويدية (السويدية)
- بولا دين على موقع إن إن دي بي (الإنجليزية)
- بولا دين على موقع قاعدة بيانات الفيلم (الإنجليزية)
- بولا دين على موقع كينوبويسك (الروسية)
- الموقع الرسمي
- The Lady & Sons restaurant
- Cooking with Paula Deen magazine
- بولا دين في قاعدة بيانات الأفلام على الإنترنت
- قالب:TV Guide
- Paula Deen ... Answers Your Questions Archive at بيبول